# 2010-es salakmotor-világbajnokság
A 2010-es salakmotor-világbajnokság a Speedway Grand Prix éra 16., összességében pedig a széria 65. szezonja volt. Az idény április 24-én kezdődött Lengyelországban a Alfred Smoczyk Stadionban és ugyan ebben az országban végződött a Polonia Stadionban október 9-én.
Tomasz Gollob szerezte meg a bajnoki címet, Jarosław Hampellel és a címvédő Jason Crumpal szemben.

## Versenyzők
A szezon során összesen 15 állandó versenyző vett részt a versenyeken. A résztvevők a következőképpen tevődtek össze:
- A 2009-es szezon első nyolc helyezettje automatikusan helyet kapott a mezőnyben.[4]
- Az idény előtt megrendezett Grand Prix Challenge három leggyorsabb versenyzője kvalifikálhatott a mezőnybe.[5]
- Az utolsó négy hely sorsáról a bajnokság promótere döntött, amely a tavalyi szezon eredménye alapján választott.[6]
- A mezőnyt továbbá szabadkártyás és helyettesítő résztvevők egészítették ki.

| #                        | Motorversenyző         | Továbbjutás        | Fordulók           |
| Állandó résztvevők       | Állandó résztvevők     | Állandó résztvevők | Állandó résztvevők |
| ------------------------ | ---------------------- | ------------------ | ------------------ |
| 1                        | Jason Crump            | automatikus        | összes             |
| 2                        | Tomasz Gollob          | automatikus        | összes             |
| 3                        | Emil Szajfutgyinov     | automatikus        | 1–3, 7             |
| 4                        | Greg Hancock           | automatikus        | összes             |
| 5                        | Andreas Jonsson        | automatikus        | összes             |
| 6                        | Nicki Pedersen         | automatikus        | összes             |
| 7                        | Rune Holta             | automatikus        | összes             |
| 8                        | Kenneth Bjerre         | automatikus        | összes             |
| 9                        | Fredrik Lindgren       | kiválasztás        | összes             |
| 10                       | Hans Andersen          | kiválasztás        | összes             |
| 11                       | Magnus Zetterström     | kvalifikáció       | összes             |
| 12                       | Chris Holder           | kvalifikáció       | összes             |
| 13                       | Jarosław Hampel        | kvalifikáció       | összes             |
| 14                       | Chris Harris           | kiválasztás        | összes             |
| 15                       | Tai Woffinden          | kiválasztás        | összes             |
| Szabadkártyás résztvevők |                        |                    |                    |
| 16                       | Janusz Kołodziej       |                    | 1, 11              |
| 16                       | Antonio Lindbäck       |                    | 2                  |
| 16                       | Matěj Kůs              |                    | 3                  |
| 16                       | Leon Madsen            |                    | 4                  |
| 16                       | Adrian Miedziński      |                    | 5                  |
| 16                       | Scott Nicholls         |                    | 6                  |
| 16                       | Thomas H. Jonasson     |                    | 7                  |
| 16                       | Jurica Pavlic          |                    | 8                  |
| 16                       | Niels Kristian Iversen |                    | 9                  |
| 16                       | Mattia Carpanese       |                    | 10                 |
| Pályatartalékok          |                        |                    |                    |
| 17                       | Luboš Tomíček, Jr.     |                    | 3                  |
| 17                       | Nicolai Klindt         |                    | 4                  |
| 17                       | Artur Mroczka          |                    | 5                  |
| 17                       | Linus Sundström        |                    | 7                  |
| 17                       | Matija Duh             |                    | 8                  |
| 17                       | Przemysław Pawlicki    |                    | 11                 |
| 18                       | Zdeněk Simota          |                    | 3                  |
| 18                       | Ludvig Lindgren        |                    | 7                  |
| 18                       | Artur Mroczka          |                    | 11                 |
| Helyettesítő résztvevők  |                        |                    |                    |
| 19                       | Piotr Protasiewicz     |                    | 4–5, 11            |
| 20                       | Davey Watt             |                    | 6, 8–10            |

Megjegyzés:
- Csak azok a helyettesítők és pályatartalékok szerepelnek a listán, akik legalább egy versenyen részt vettek a szezon során.

## Versenynaptár és eredmények
| Forduló | Dátum          | Helyszín               | Győztes         | Második         | Harmadik           | Negyedik           | Listavezető     | Előny |
| ------- | -------------- | ---------------------- | --------------- | --------------- | ------------------ | ------------------ | --------------- | ----- |
| 1       | április 24.    | Alfred Smoczyk Stadion | Jason Crump     | Jarosław Hampel | Emil Szajfutgyinov | Janusz Kołodziej   | Jason Crump     | 1     |
| 2       | május 8.       | Ullevi                 | Kenneth Bjerre  | Tomasz Gollob   | Andreas Jonsson    | Greg Hancock       | Kenneth Bjerre  | 4     |
| 3       | május 22.      | Markéta Stadion        | Tomasz Gollob   | Nicki Pedersen  | Jarosław Hampel    | Magnus Zetterström | Kenneth Bjerre  | 2     |
| 4       | június 5.      | Parken Stadion         | Jarosław Hampel | Tomasz Gollob   | Chris Harris       | Hans Andersen      | Jarosław Hampel | 5     |
| 5       | június 19.     | Rose Motoarena         | Tomasz Gollob   | Rune Holta      | Jarosław Hampel    | Jason Crump        | Tomasz Gollob   | 3     |
| 6       | július 10.     | Millennium Stadion     | Chris Holder    | Jason Crump     | Jarosław Hampel    | Hans Andersen      | Jarosław Hampel | 2     |
| 7       | augusztus 14.  | G&B Stadion            | Rune Holta      | Jason Crump     | Tomasz Gollob      | Fredrik Lindgren   | Tomasz Gollob   | 5     |
| 8       | augusztus 29.  | Stadion Milenium       | Greg Hancock    | Chris Harris    | Jason Crump        | Fredrik Lindgren   | Tomasz Gollob   | 7     |
| 9       | szeptember 11. | Speedway Center        | Tomasz Gollob   | Kenneth Bjerre  | Jason Crump        | Nicki Pedersen     | Tomasz Gollob   | 19    |
| 10      | szeptember 25. | Pista Olimpia          | Tomasz Gollob   | Chris Harris    | Greg Hancock       | Nicki Pedersen     | Tomasz Gollob   | 32    |
| 11      | október 9.     | Polonia Stadion        | Andreas Jonsson | Kenneth Bjerre  | Janusz Kołodziej   | Rune Holta         | Tomasz Gollob   | 29    |

## Végeredmény
Pontrendszer
A résztvevők a teljes forduló során szerezhetnek pontokat, így lehetséges, hogy nem az első helyezett szerzi a legtöbb pontot. A versenyzők a következőképpen szerezhetnek pontokat:
| Pozíció | 1. | 2. | 3. | 4. |
| Pont    | 3  | 2  | 1  | 0  |
| ------- | -- | -- | -- | -- |

| Pozíció | Versenyző              | EUR | SWE | CZE | DEN | POL | GBR | SCA | CRO | NOR | ITA | PL2 | Pont |
| ------- | ---------------------- | --- | --- | --- | --- | --- | --- | --- | --- | --- | --- | --- | ---- |
|         | Tomasz Gollob          | 6   | 16  | 17  | 15  | 24  | 12  | 17  | 10  | 24  | 22  | 3   | 166  |
|         | Jarosław Hampel        | 18  | 6   | 16  | 20  | 15  | 17  | 10  | 8   | 11  | 10  | 6   | 137  |
|         | Jason Crump            | 19  | 7   | 7   | 10  | 15  | 17  | 15  | 17  | 15  | 7   | 6   | 135  |
| 4.      | Rune Holta             | 10  | 6   | 7   | 6   | 19  | 8   | 20  | 6   | 6   | 9   | 12  | 109  |
| 5.      | Greg Hancock           | 4   | 14  | 7   | 3   | 6   | 7   | 12  | 22  | 6   | 14  | 12  | 107  |
| 6.      | Chris Harris           | 8   | 6   | 4   | 13  | 5   | 6   | 9   | 21  | 4   | 18  | 13  | 107  |
| 7.      | Kenneth Bjerre         | 10  | 20  | 12  | 13  | 4   | 7   | 9   | 6   | 17  | 4   | 4   | 106  |
| 8.      | Chris Holder           | 8   | 11  | 7   | 9   | 6   | 19  | 6   | 7   | 10  | 7   | 6   | 96   |
| 9.      | Andreas Jonsson        | 5   | 12  | 13  | 13  | 3   | 2   | 7   | 6   | 9   | 8   | 17  | 95   |
| 10.     | Nicki Pedersen         | 9   | 8   | 14  | 5   | 8   | 7   | 0   | 4   | 12  | 11  | 13  | 91   |
| 11.     | Fredrik Lindgren       | 8   | 4   | 7   | 8   | 6   | 10  | 11  | 11  | 5   | 6   | 11  | 87   |
| 12.     | Hans Andersen          | 8   | 7   | 9   | 13  | 9   | 10  | 5   | 3   | 7   | 8   | 7   | 86   |
| 13.     | Magnus Zetterström     | 4   | 9   | 11  | 7   | 6   | 6   | 3   | 6   | 8   | 7   | 7   | 74   |
| 14.     | Tai Woffinden          | 1   | 4   | 5   | 5   | 7   | 6   | 3   | 6   | 2   | 6   | 4   | 49   |
| 15.     | Emil Szajfutgyinov     | 14  | 8   | 5   | –   | –   | –   | 6   | –   | –   | –   | –   | 33   |
| 16.     | Janusz Kołodziej       | 12  | –   | –   | –   | –   | –   | –   | –   | –   | –   | 14  | 26   |
| 17.     | Davey Watt             | –   | –   | –   | –   | –   | 6   | –   | 6   | 1   | 6   | –   | 19   |
| 18.     | Piotr Protasiewicz     | –   | –   | –   | 0   | 5   | –   | –   | –   | –   | –   | 8   | 13   |
| 19.     | Thomas H. Jonasson     | –   | –   | –   | –   | –   | –   | 8   | –   | –   | –   | –   | 8    |
| 20.     | Antonio Lindbäck       | –   | 6   | –   | –   | –   | –   | –   | –   | –   | –   | –   | 6    |
| 21.     | Adrian Miedziński      | –   | –   | –   | –   | 6   | –   | –   | –   | –   | –   | –   | 6    |
| 22.     | Niels Kristian Iversen | –   | –   | –   | –   | –   | –   | –   | –   | 6   | –   | –   | 6    |
| 23.     | Jurica Pavlic          | –   | –   | –   | –   | –   | –   | –   | 5   | –   | –   | –   | 5    |
| 24.     | Scott Nicholls         | –   | –   | –   | –   | –   | 4   | –   | –   | –   | –   | –   | 4    |
| 25.     | Matěj Kůs              | –   | –   | 3   | –   | –   | –   | –   | –   | –   | –   | –   | 3    |
| 26.     | Leon Madsen            | –   | –   | –   | 3   | –   | –   | –   | –   | –   | –   | –   | 3    |
| 27.     | Ludvig Lindgren        | –   | –   | –   | –   | –   | –   | 2   | –   | –   | –   | –   | 2    |
| 28.     | Mattia Carpanese       | –   | –   | –   | –   | –   | –   | –   | –   | –   | 1   | –   | 1    |
| 29.     | Nicolai Klindt         | –   | –   | –   | 1   | –   | –   | –   | –   | –   | –   | –   | 1    |
| 30.     | Artur Mroczka          | –   | –   | –   | –   | 0   | –   | –   | –   | –   | –   | 1   | 1    |
| 31.     | Linus Sundström        | –   | –   | –   | –   | –   | –   | 1   | –   | –   | –   | –   | 1    |
| 32.     | Luboš Tomíček, Jr.     | –   | –   | 0   | –   | –   | –   | –   | –   | –   | –   | –   | 0    |
| 33.     | Matija Duh             | –   | –   | –   | –   | –   | –   | –   | 0   | –   | –   | –   | 0    |
| 34.     | Przemysław Pawlicki    | –   | –   | –   | –   | –   | –   | –   | –   | –   | –   | 0   | 0    |
| 35.     | Zdeněk Simota          | –   | –   | 0   | –   | –   | –   | –   | –   | –   | –   | –   | 0    |
| Pozíció | Versenyző              | EUR | SWE | CZE | DEN | POL | GBR | SCA | CRO | NOR | ITA | PL2 | Pont |

| Szín      | Eredmény                 |
| --------- | ------------------------ |
| Arany     | Győztes                  |
| Ezüst     | 2. helyezett             |
| Bronz     | 3. helyezett             |
| Sötétzöld | 4. helyezett             |
| Zöld      | A középdöntőben kiesett  |
| Fehér     | A selejtezőben kiesett   |
| Piros     | Nem vett részt a futamon |